# Henri Sizaire
Henri Sizaire, né le 11 septembre 1878 à Rieux-Minervois (Aude) et mort le 14 août 1951 à Castres (Tarn), est un homme politique français, membre de la SFIO, avocat au barreau de Castres.

## Biographie

### Formation et débuts professionnels
Après de brillantes études secondaires, Henri Sizaire se destine initialement à la médecine mais abandonne rapidement cet enseignement pour obtenir sa licence en droit. Il est reçu avocat et devient par la suite Bâtonnier de l'ordre à Castres, témoignant de la reconnaissance de ses pairs dans la profession juridique.

### Propriétaire-viticulteur et engagement dans la défense viticole
Propriétaire-viticulteur dans son pays natal du domaine de Paillargues à Rieux-Minervois, Henri Sizaire développe une expertise reconnue dans les questions viticoles. Il collabore activement à La Vigne, organe viticole du département de l'Aude, et au Midi socialiste, journal de la SFIO du Sud-Ouest.
Très au courant des questions viticoles, il prend une part active à la défense des intérêts des vignerons lors de la crise viticole de 1904-1905. Cette période est marquée par l'effondrement des cours du vin (de 24 francs l'hectolitre en 1903 à 6-7 francs en 1905-1906), la surproduction et la concurrence des vins artificiels. Cette crise précède la grande révolte des vignerons de 1907 qui embrasera tout le Languedoc.

### Carrière politique municipale
Henri Sizaire est élu maire de Castres en 1919, fonction qu'il occupe pendant vingt-et-un ans jusqu'en septembre 1940. Il consacre son activité municipale à l'enseignement, à la législation et à l'hygiène civile, ainsi qu'aux questions viticoles qui lui tiennent à cœur.
Sa gestion municipale est interrompue brutalement en septembre 1940 lorsqu'il est révoqué de son mandat de maire par le régime de Vichy, en raison de ses convictions socialistes et républicaines. Cette révocation s'inscrit dans la politique d'épuration menée par l'État français contre les élus de gauche et les républicains.

### Député du Tarn (1924-1932)
Henri Sizaire est élu député du Tarn lors des élections législatives de 1924, puis réélu en 1928. Il siège au sein du groupe socialiste pendant les XIIIe et XIVe législatures de la Troisième République.

#### Activité parlementaire
Son action parlementaire se caractérise par plusieurs interventions significatives :
En matière juridique et sociale :
- Il dépose un rapport sur la proposition de loi tendant à modifier l'article 767 du code civil relatif à l'usufruit du conjoint survivant
- Il prend part à la discussion d'une proposition de loi ayant pour objet de compléter la législation sur les loyers et d'éviter les expulsions
- Il intervient dans la discussion du projet de loi ayant pour objet de régler les rapports des bailleurs et des locataires de locaux d'habitation

En matière budgétaire :
- Il participe aux débats sur le projet de loi portant fixation du budget général de l'exercice 1925-1926

En matière sociale :
- Il intervient dans la discussion d'interpellation relative à la réintégration des cheminots révoqués

En matière de réformes :
- Il demande à interpeller sur les réformes administratives en général et sur les réformes judiciaires en particulier

### Distinctions
Henri Sizaire est fait chevalier de la Légion d'honneur, reconnaissance de ses services rendus à la nation.

### Famille et postérité
Son fils Robert Sizaire (1912-1986) suit les traces paternelles en devenant médecin, résistant et homme politique. Élu maire socialiste (SFIO) de Castres de 1952 à 1953, il démissionne cependant le 13 février 1953, allergique aux compromis politiques.

### Mémoire
La ville de Castres a honoré la mémoire d'Henri Sizaire en donnant son nom au boulevard Henri Sizaire. Cette reconnaissance témoigne de l'impact durable de son action municipale malgré sa révocation par le régime de Vichy. Il est toujours considéré comme une figure marquante de l'histoire politique castraise et un exemple d'engagement républicain et socialiste sous la Troisième République.

## Sources
- « Henri Sizaire », dans le Dictionnaire des parlementaires français (1889-1940), sous la direction de Jean Jolly, PUF, 1960 [détail de l’édition]
- Base de données des députés français depuis 1789 - Assemblée nationale